# Arthur Vanderstuyft

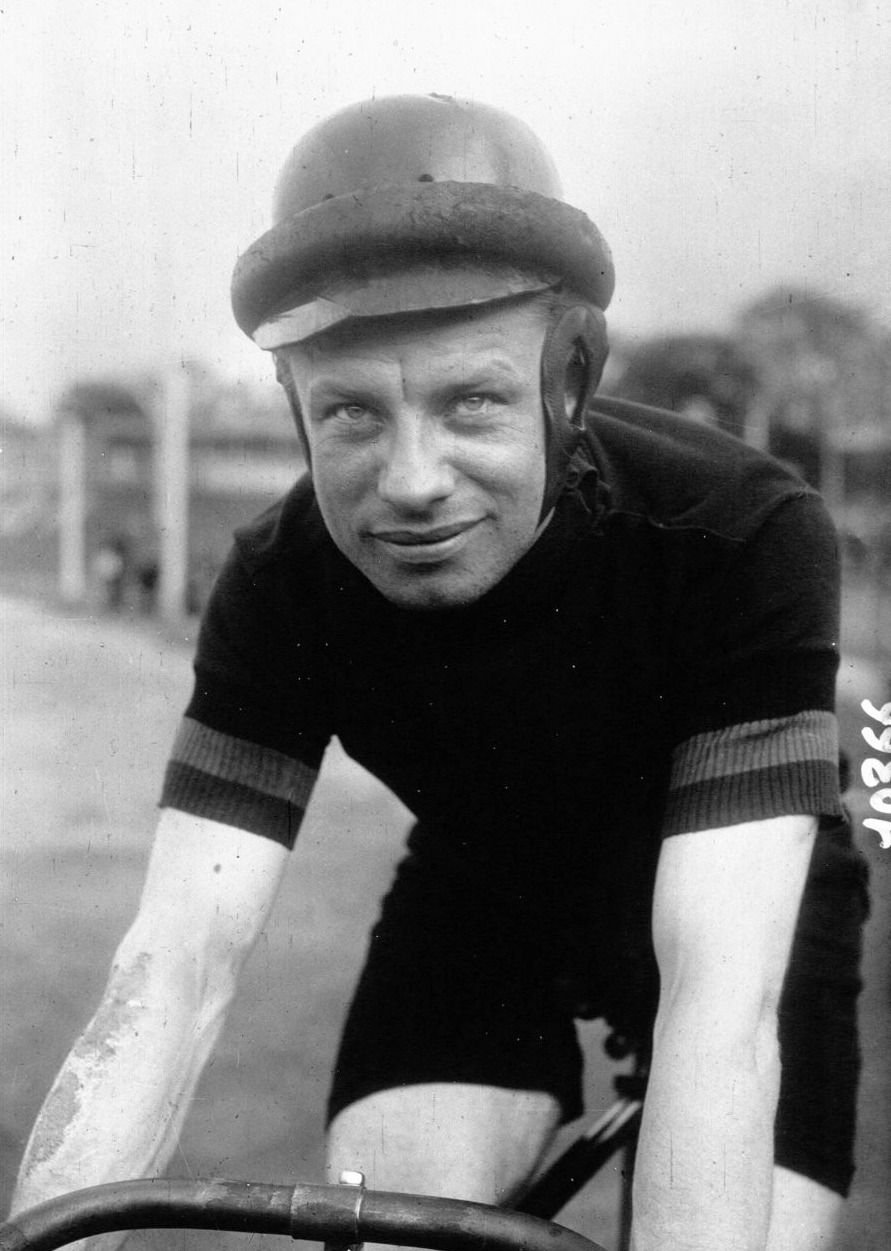
Arthur Vanderstuyft.

Arthur Vanderstuyft, född 23 december 1883 i Essen i provinsen Antwerpen, död 6 maj 1956 i Borgerhout, var en belgisk tävlingscyklist. Han var bror till Léon Vanderstuyft.
Vanderstuyft var en av sin tids bästa stayerryttare och blev bland annat tvåa vid världsmästerskapet 1906 samt trea 1904 och 1908.

## Meriter

### Landsväg
| 1901 3:a i linjelopp vid Belgiska mästerskapen 1903 Belgisk mästare i linjelopp | 1904 2:a i linjelopp vid Belgiska mästerskapen 1905 3:a i Bryssel–Roubaix |

### Bana
| 1904 Belgisk mästare i stayer 2:a i New Yorks sexdagars med John Stol 3:a i stayer vid Världsmästerskapen 3:a i Bol d'Or 1905 Vinnare av Bol d'Or 1906 2:a i stayer vid Världsmästerskapen 1907 3:a i stayer vid Europamästerskapen | 1908 3:a i stayer vid Världsmästerskapen 3:a i stayer vid Belgiska mästerskapen 1909 2:a i stayer vid Belgiska mästerskapen 1912 Belgisk mästare i stayer 2:a i Bryssels sexdagars med Cyrille Van Hauwaert 1913 2:a i stayer vid Belgiska mästerskapen 3:a i Bol d'Or |